# Euxoa poncha
Euxoa poncha är en fjärilsart som beskrevs av Smith 1910. Euxoa poncha ingår i släktet Euxoa och familjen nattflyn. Inga underarter finns listade i Catalogue of Life.